# Ematurga ustaria
Ematurga ustaria är en fjärilsart som beskrevs av Fuchs 1901. Ematurga ustaria ingår i släktet Ematurga och familjen mätare. Inga underarter finns listade i Catalogue of Life.